# Kościół ewangelicki w Trzyńcu
Kościół ewangelicki w Trzyńcu – neogotycki kościół w Trzyńcu, w kraju morawsko-śląskim w Czechach, należący do miejscowego zboru Śląskiego Kościoła Ewangelickiego Augsburskiego Wyznania.

## Historia
Początkowo trzynieccy ewangelicy należeli do parafii w Cieszynie, oddalonego o 7 kilometrów. Na zgromadzeniu wiernych 10 września 1882 roku postanowiono o organizacji nabożeństw w Trzyńcu oraz dążeniu do budowy własnego kościoła. Pierwsze nabożeństwo odbyło się 25 marca 1884 roku w budynku szkoły ludowej.
25 września 1887 roku delegacja robotników udała się do arcyksiążęcej dyrekcji w Cieszynie, aby przedstawić plan budowy świątyni oraz pozyskać na ten cel zapomogę finansową. Prośba spotkała się z aprobatą arcyksięcia Albrechta Habsburga. Fundusz budowy wspierany był także przez zborowników, na ten cel przeznaczane były zbiórki na weselach oraz dary w materiałach budowlanych.
15 października 1889 roku Paweł i Zuzanna Kubisz z Trzyńca zdecydowali o przekazaniu ziemi pod budowę nowego kościoła. Dwa lata później decyzją Rady Kościelnej w Wiedniu powołano tutaj filiał parafii cieszyńskiej. Wtedy też Jan Mamica oddał część swojej parceli pod teren budowy.
W 1891 roku postanowiono o rozpoczęciu budowy na gruntach podarowanych przez Mamicę z racji ich korzystniejszego położenia. Powołano komisję, która odwiedziła sąsiednie kościoły w Ustroniu, Skoczowie, Bystrzycy i Międzyrzeczu, w celu zebrania informacji potrzebnych do wykonania planu nowej świątyni. Sekcję budowlaną powołano na zgromadzeniu prezbiterstwa 27 stycznia 1895 roku. Rada Kościelna w Wiedniu zdecydowała zarządzeniem z dnia 6 marca 1896 roku o rozpoczęciu budowy.
21 czerwca 1896 roku położono kamień węgielny pod budowę obiektu. W uroczystości brało udział 8-10 tysięcy zgromadzonych wiernych, w tym liczni urzędnicy arcyksiążęcy.

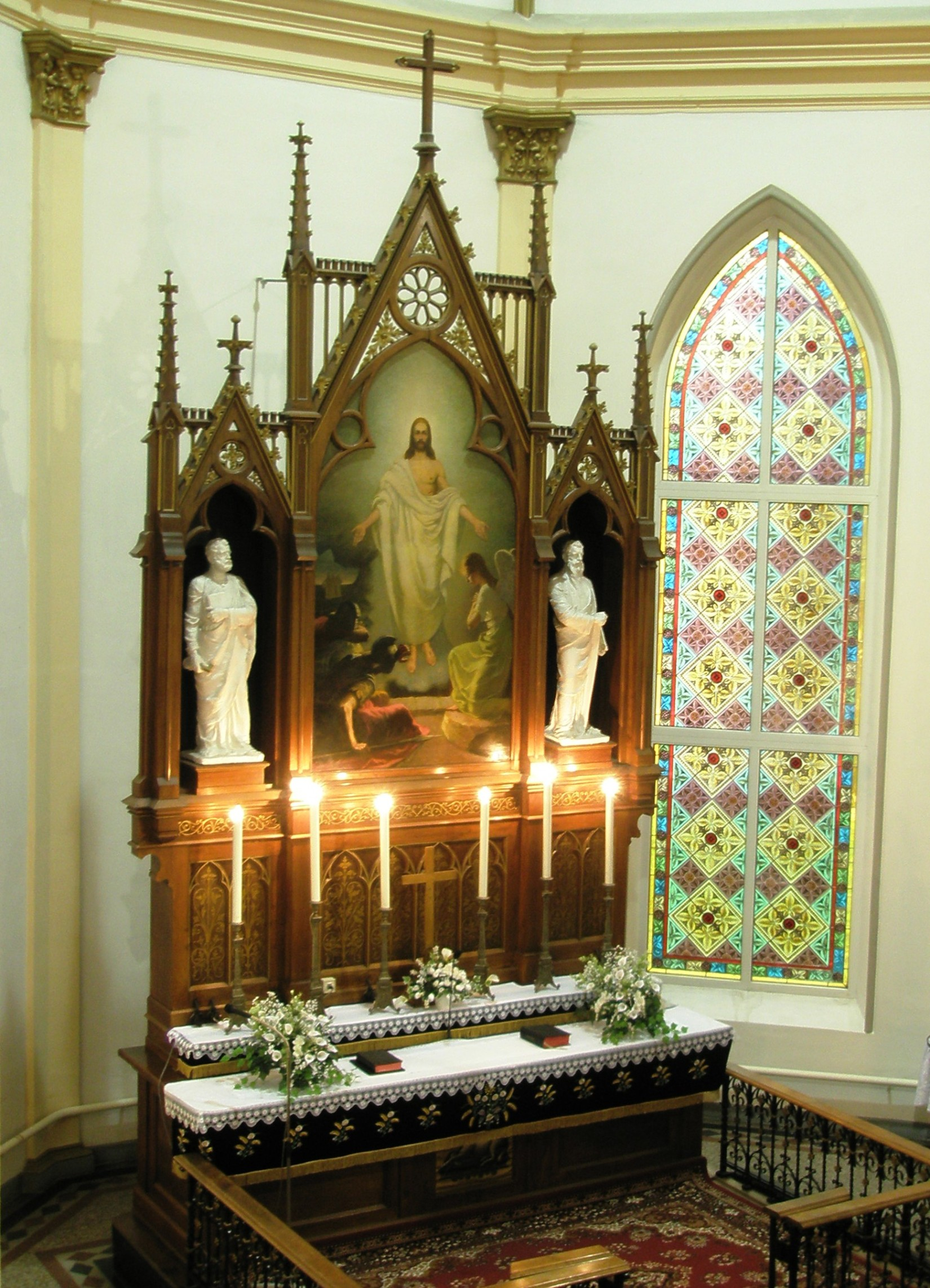
Ołtarz

W kolejnych latach następowało dalsze gromadzenie funduszy i materiałów pod postępującą budowę. Środki pieniężne spływały zarówno ze zbiórek w śląskich parafiach, jak i z darowizn od urzędników i arcyksięcia Fryderyka, który wizytował teren budowy 17 czerwca 1898 roku. 11 września tego roku przywieziono trzy dzwony, które zamontowano na wieży.
Wykonawcami ławek do kościoła byli stolarze z Ropicy i Końskiej, wyłonieni na drodze konkursu. Bryła świątyni została pomalowana na wzór Kościoła Jezusowego w Cieszynie. Zegar na wieży wykonała firma A. Hepner i Spółka z Wrocławia, a ołtarz i kazalnicę – Robert Hanel z Nowego Jiczyna, według projektu Teodora Prüfera z Berlina. Autorem obrazu umieszczonego w ołtarzu oraz rzeźb apostołów był Jan Raszka. Świeczniki odlano w zakładach w Trzyńcu i Berlinie. Zamontowano organy wykonane w fabryce w Krnovie.
Ostatnie nabożeństwo w budynku szkoły odbyło się 7 maja 1899 roku. Kilka tygodni później budowa kościoła została ukończona, poświęcenie budynku miało miejsce 9 lipca 1899 roku. Samodzielny zbór w Trzyńcu utworzono 28 lutego 1902 roku.
W latach 2011–2013 dokonano remontu kościoła, pomalowano jego fasadę oraz wybudowano podjazd dla wózków inwalidzkich, wymieniono nagłośnienie i oświetlenie.
W pobliżu kościoła położone jest Centrum Zborowe „Hutnik” (Sborové centrum „Hutník”).